# Australian Bureau of Statistics

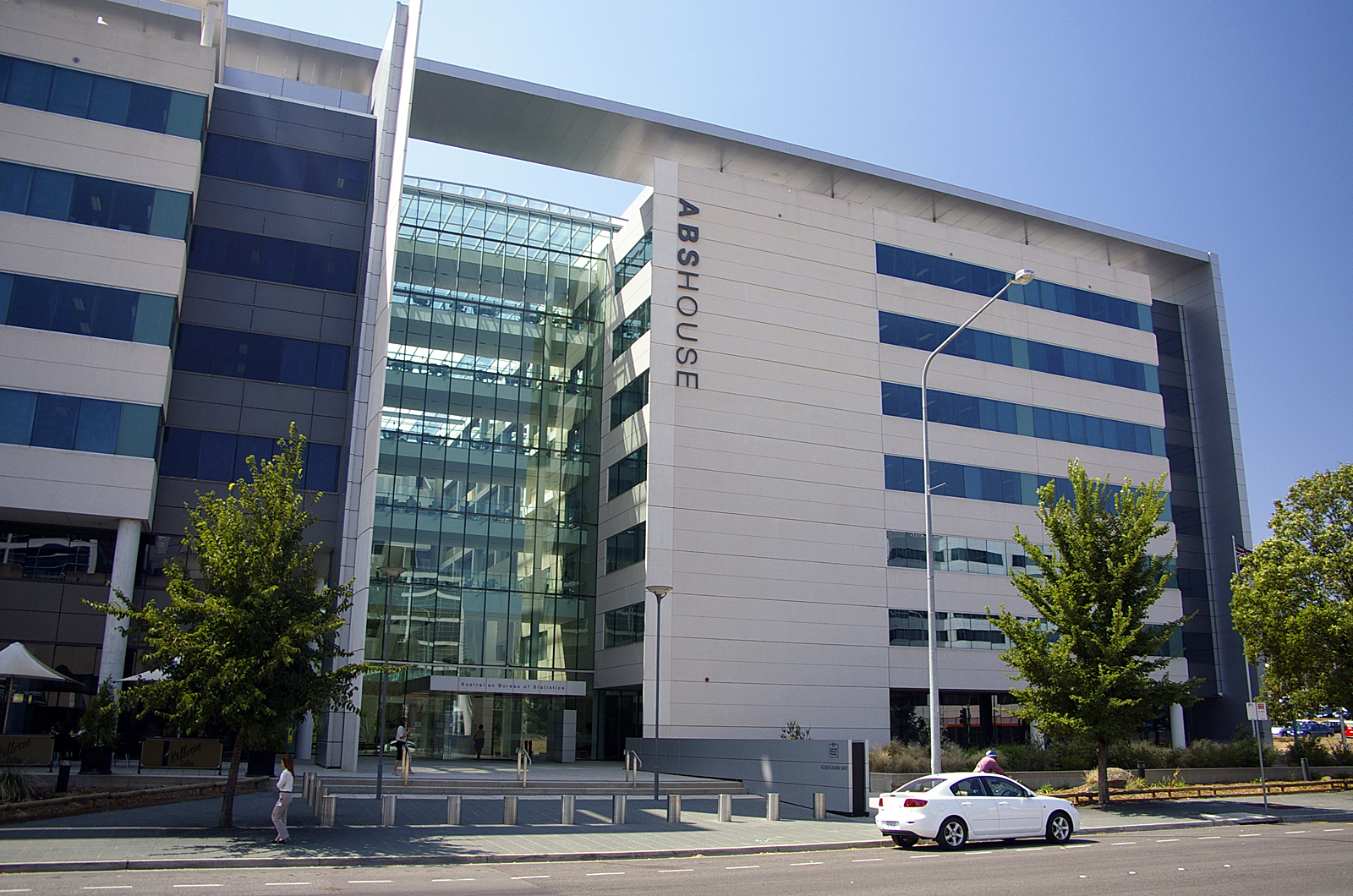
Siedziba główna w Canberze.

Australian Bureau of Statistics (w skrócie ABS) – australijska narodowa agencja statystyczna. Powstała w dniu 8 grudnia 1905 roku, wówczas pod nazwą Commonwealth Bureau of Census and Statistics na podstawie ustawy Census and Statistics Act 1905. Obecna nazwa używana jest od roku 1975.

## Spis ludności
Agencja co pięć lat przeprowadza spis ludności. Ostatni odbył się w roku 2021. Wyniki spisu ludności przeprowadzonego przez ABS w 2006 roku są dostępne na stronie internetowej agencji.

## Badania i Rozwój
Australian Bureau of Statistics przeprowadza ankiety na temat ocen australijskich organizacji w dziedzinach wydatkowa i zasobów ludzkich od roku 1978 (ang. Research and Development (w skrócie R&D)- Badania i Rozwój). 
Wyróżnia się cztery typ badań R&D, które dotyczą: 
- badań biznesu, przeprowadzane są corocznie;
- badań wykształcenia wyższego, przeprowadzane co dwa lata;
- powszechne badanie rządowe, przeprowadzane co dwa lata;
- badań prywatnego sektora typu non-profit, przeprowadzane co dwa lata.

## Inne badania
ABS przeprowadza wiele innych badań dotyczących gospodarstw domowych i przedsiębiorstw. Niektóre z głównych statystyk są publikowane w Key National Indicators:
- produkt krajowy brutto
- konsumpcja i inwestycja
- ceny (w tym CPI)
- siła robocza i demografia
- dochód
- domowe finanse